# Anoplodactylus calliopus
Anoplodactylus calliopus is een zeespin uit de familie Phoxichilidiidae. De soort behoort tot het geslacht Anoplodactylus. Anoplodactylus calliopus werd in 1982 voor het eerst wetenschappelijk beschreven door Staples. 